# Llorengoz
Llorengoz es una localidad del municipio burgalés de Valle de Losa, en la Comunidad Autónoma de Castilla y León (España). 
La iglesia está dedicada a santa María Magdalena.

## Localidades limítrofes
Confina con las siguientes localidades:
- Al sur con Zaballa.
- Al suroeste con Villaño y Barriga.

## Demografía
Evolución de la población
| Gráfica de evolución demográfica de Llorengoz entre 2000 y 2017    |
|                                                                    |
| Población de derecho (2000-2017) según el padrón municipal del INE |

## Historia
Así se describe a Llorengoz en el tomo X del Diccionario geográfico-estadístico-histórico de España y sus posesiones de Ultramar, obra impulsada por Pascual Madoz a mediados del siglo XIX:

Lugar en la provincia, diócesis, audiencia territorial y capitanía general de Burgos (18 leguas), partido judicial de Villarcayo (7) y ayuntamiento titulado de la Junta de San Martín, cuya capital es Fresno (1). Situado en un llano rodeado de cuestas, donde goza de clima muy frío; reinan todos los vientos, pero más particularmente el del N, siendo las enfermedades dominantes los constipados. Tiene 16 casas, todas antiguas y de mediana construcción; 1 fuente inmediata al pueblo, de cuyas aguas, que son buenas pero algo escasas en verano, se surten los vecinos para beber y demás usos, y 1 iglesia parroquial matriz (Santa Magdalena), con cementerio contiguo a la misma, servida por 1 cura párroco y 1 sacristán; el curato se provee por el ordinario mediante oposición entre los hijos patrimoniales. Confina el término N valle de Ayala, provincia de Álava; E la Junta de Villalba; S Zaballa, y O Villaño y Granja de Valcorta. El terreno es de secano y de mediana calidad; hay una sierra y peña, denominadas de Menerdiga y Turruburri, que dividen las provincias de Álava y Burgos, donde tiene aprovechamientos el lugar que describimos, aunque la propiedad es de Ayala; en dicha sierra se encuentra parte de monte poblado de hayas, robles, y matas bajas de esta última especie. Caminos: los de servidumbre. Correos: la correspondencia se recibe de Orduña por los mismos interesados. Producciones: trigo mocho y patatas, ganado yeguar, vacuno y lanar, y caza de algunas perdices y liebres. Industria: la agrícola. Población: 8 vecinos, 15 almas. Capital productivo: 175.000 reales. Imponible: 15.777. Contribución: 1.415 reales 6 maravedíes.
Diccionario geográfico-estadístico-histórico de España y sus posesiones de Ultramar